# Freddy Romano
Freddy Romano (Berna, 25 luglio 1966) è un ex sciatore freestyle italiano.

## Biografia
Nato a Berna, in Svizzera, nel 1966, è originario di Cividale del Friuli, in provincia di Udine.
A 27 anni ha partecipato ai Giochi olimpici di Lillehammer 1994, nella gara di salti, concludendo le qualificazioni al 24º posto, con 115.21 punti, non riuscendo ad arrivare in finale, alla quale accedevano i primi 12.
Nel 1997 ha preso parte ai Mondiali di Nagano, in Giappone, arrivando 9º nei salti.
Nella stessa località giapponese, l'anno successivo, ha partecipato per la seconda volta alle Olimpiadi, sempre nei salti, migliorando il risultato di 4 anni prima, terminando 14° con 195.38 punti, non riuscendo però nemmeno in questo caso a qualificarsi per la finale.
Dopo il ritiro è diventato allenatore.